# Inga Borg
Inga Maria Borg (25 de agosto de 1925 – 24 de octubre de 2017) fue una artista y escritora de iteratura infantil sueca. Fue conocido por sus libros sobre su personaje llamado Plupp. Fue galardonada a los Premios Elsa Beskow por su libro sobre Plupp de 1970.
Inga Borg era hija de la nadadora Arne Borg.